# Municipio de Bell Plain
El municipio de Bell Plain (en inglés: Bell Plain Township) es un municipio ubicado en el condado de Marshall en el estado estadounidense de Illinois. En el año 2010 tenía una población de 400 habitantes y una densidad poblacional de 4,19 personas por km².

## Geografía
El municipio de Bell Plain se encuentra ubicado en las coordenadas 40°58′24″N 89°12′35″O / 40.97333, -89.20972. Según la Oficina del Censo de los Estados Unidos, el municipio tiene una superficie total de 95.56 km², de la cual 95,33 km² corresponden a tierra firme y (0,24 %) 0,23 km² es agua.

## Demografía
Según el censo de 2010, había 400 personas residiendo en el municipio de Bell Plain. La densidad de población era de 4,19 hab./km². De los 400 habitantes, el municipio de Bell Plain estaba compuesto por el 96,5 % blancos, el 0,75 % eran de otras razas y el 2,75 % eran de una mezcla de razas. Del total de la población el 1,25 % eran hispanos o latinos de cualquier raza.